# Intrattenimento musicale
(Marco Masini, Un piccolo Chopin)
L'intrattenimento musicale è definito, con un neologismo diffuso ma non corretto, piano bar. Il termine "piano bar" infatti non inquadra in maniera completa la categoria di musicisti e cantanti che svolgono questa attività.
La locuzione "piano bar", di origine americana, si è andata affermando in Italia negli anni 90-80.

## Storia

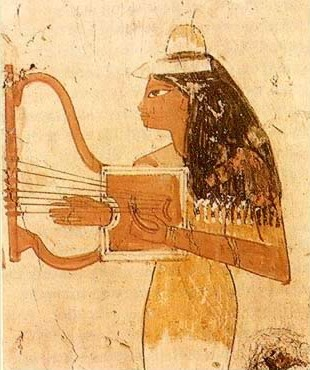
Pittura egizia di una donna con una cetra.

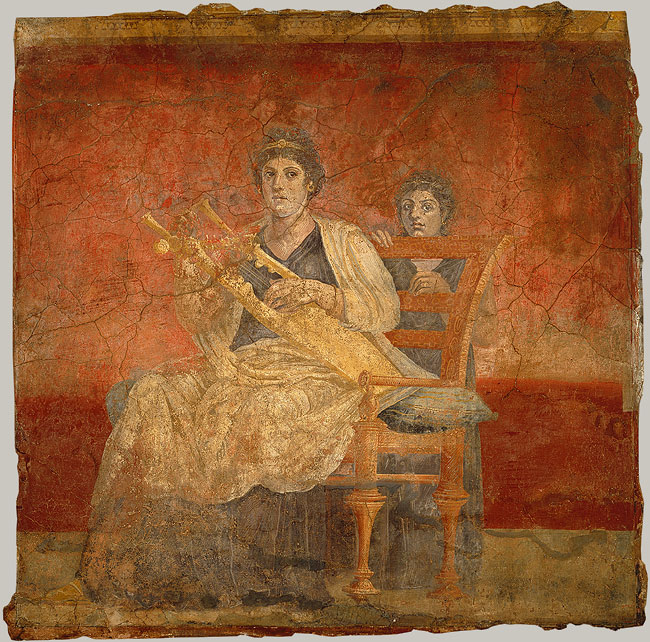
Donna con cetra, affresco murale del 40–30 a.C.

La figura del cantante-musicista che intrattiene con tastiera e microfono i frequentatori di locali pubblici o feste private, viene considerata moderna; in realtà si tratta di un'attività tra le più antiche del mondo. L'intrattenimento musicale era già diffuso in Cina e in India (III millennio a.C.), nell'Egitto dei Faraoni, nell'antica Grecia e nella Roma dei Cesari. Anzi, nell'antichità e fino a tempi più vicini ai nostri (XVI - XVII secolo) era molto più sviluppato e vario di adesso. Vittorie in guerre e battaglie, commemorazioni e trionfi, oblazioni sacrificali e offerte agli dei, cerimonie propiziatorie, votive o di ringraziamento, lutti, raccolti agricoli e vendemmie, nascite, matrimoni e incoronazioni di regnanti. Ogni occasione era buona per feste, libagioni, banchetti, che si protraevano per giorni e settimane, a volte mesi. Feste memorabili durante le quali si esibivano cantori e musici, danzatrici e poeti, aedi e saltimbanchi, prestigiatori e giullari, acrobati e lottatori. E più le feste erano importanti più i partecipanti erano numerosi - fino alle decine e alle centinaia di migliaia di persone delle leggendarie feste della Roma imperiale - con un coinvolgimento ad libitum e totale del popolo.
Il prototipo moderno del cantante musicista di piano bar può esser considerato a pieno titolo il famoso Sam del film Casablanca: "Suonala ancora, Sam" (As time goes by). Ma oggigiorno il solo pianoforte acustico, in genere un mezza coda, è piuttosto in disuso e rimane ormai relegato ai soli night club d'impostazione classica o a far bella mostra di sé nei saloni di locali più o meno pretenziosi. Come pure è praticamente scomparsa la figura della cantante-entreneuse. È stato il massiccio diffondersi delle tastiere elettroniche polifoniche (inizi anni '80), a sancire il declino del classico pianista. Queste tastiere tuttofare appositamente studiate per gli intrattenitori musicali sono in grado di offrire al musicista stili arrangiativi già pronti e completi dei vari strumenti (batteria, basso, chitarre, percussioni, tappeti vari). Sono stili ben fatti, modificabili nella velocità e nella tonalità, con banchi di centinaia di suoni sintetici o campionati (compresi vari suoni di piano) richiamabili all'istante. È ovvio quindi che il sound offerto è decisamente più vario rispetto a quello che può venire da un solo pianoforte e relativo esecutore per quanto virtuoso. Ma i pianisti, pur non rinnegando il loro strumento, si sono prontamente aggiornati ponendo sul pianoforte una o più di queste tastiere.
Alla fine degli anni ottanta, con l'apparizione dei primi midi-files (basi musicali) dapprima gestibili da floppy disk e successivamente archiviabili e organizzabili a migliaia direttamente nell'hard disk dello strumento, si è assistito ad un fenomeno singolare presentatosi per la prima volta nella storia della musica dal vivo. Far suonare dispositivi sempre più sofisticati e complessi comportava per alcuni musicisti non indifferenti problemi. Cambiare al volo da uno stile all'altro, modificare la velocità di un brano, inserire un fill di batteria, sostituire un sax con un flauto, poteva indurre molti esecutori (specie se impegnati pure a cantare) ad inesattezze e incongruenze più o meno evidenti nel corso di un'esecuzione. 
Ed ecco allora giungere provvidenziali le basi ad alleggerire il lavoro dell'intrattenitore. Messo in "mute" il volume della tastiera relativo ai preset arrangiativi, il musicista fa partire la base e con pochi interventi di rifinitura può disimpegnarsi e concentrarsi meglio nel canto. Volendo è possibile silenziare completamente tutti i tasti lasciando volume solo sulla base. Le mani del musicista però per un "dovere d'immagine" devono continuare ad andare avanti e indietro sulla tastiera come se stessero davvero suonando. 
Questo escamotage purtroppo ha fatto sì che taluni personaggi si siano improvvisati cantanti di piano bar senza la minima cognizione musicale, né canora, togliendo buona parte del lavoro ai veri musicisti.
Ovviamente questo non accade in locali specificamente concepiti per serie esibizioni artistiche come pub, circoli culturali, caffè chantant, bistrot, auditorium, ecc. dove la musica è protagonista e spesso a buoni-ottimi livelli qualitativi. Effettivamente in queste ultime situazioni più che di intrattenimento si può cominciare a parlare di vero e proprio concerto.
Il boom degli ultimi venti/venticinque anni della musica dal vivo ha riguardato soprattutto ristoranti, balere, grandi bar e qualche sala da the. Nuove stigliature, ampliamento licenze, spostamenti, acquisto di locali adiacenti, allestimenti di giardini o terrazzi. Utilizzo (anche abusivo) di porzioni di marciapiedi o di spiagge, ripulitura di cantine. È stata una corsa, per molti ristoranti e bar, ad approntare spazi appositi per ospitare musica da offrire alla clientela. Nei casi più organizzati si è creato un palco con relativa pista da ballo. Per alcuni di questi locali si è presentato l'ulteriore non trascurabile problema del fastidio ai vicini. Con altra corsa all'isolamento acustico per altro costoso e quasi sempre mal realizzato.

## Strumenti e stili musicali
Non esiste solo l'intrattenimento musicale consueto con la tastiera (o pianoforte). Ai livelli più raffinati o originali l'intrattenimento musicale viene offerto con strumenti acustici quali ad esempio l'arpa, l'oboe, il sitar, la chitarra flamenca, il bouzuki, in genere suonati da artisti solisti, qualche rara volta accompagnati dal canto. Naturalmente anche il genere è diverso e può spaziare dall'etno-folk più esotico, al medioevale, al classico cameristico.
Normalmente il musicista di piano bar è singolo. Sono comunque molto diffuse formazioni a due, di formula estremamente variabile: dal comunissimo tradizionale duo, tastierista uomo e cantante donna, ai due tastieristi, al chitarrista e tastierista, o tastierista e fisarmonicista, ecc. Meno frequenti i terzetti e quartetti, generalmente più richiesti e giustificati in situazioni ballerecce.
La serata musicale ordinaria sviluppa generalmente sempre allo stesso modo. Si parte con brani molto soft a un volume contenuto passando gradualmente a qualcosa di più vario e vivace fino - quando richiesti - ai brani ballabili più in voga in quel momento: balli di gruppo, liscio, musica latino americana, dance, salsa & merengue (anche se quest'ultimo genere va considerato a sé stante in quanto ballato dagli appassionati in specifiche balere).
Con l'eccezione di cantanti chitarristi specializzati in repertori folk ad uso turistico (richiesti in genere in locali caratteristici), i musicisti cantanti di piano bar necessitano di un certo volume sonoro e quindi hanno bisogno di amplificare le loro performance. Vediamo qual è la strumentazione necessaria.
Del tipo di tastiera abbiamo detto; in commercio ce ne sono davvero un'infinità di marche e modelli, per tutte le tasche ed esigenze. Si tratta di strumenti estremamente poliedrici e versatili, e assicurano ottime prestazioni fornendo buoni suoni e arrangiamenti ampliabili e personalizzabili dal musicista.
La chitarra può essere acustica-amplificata o elettrica e quindi amplificabile direttamente con magneti o pick-up. I microfoni per la voce (anche se si è soli meglio sempre averne un altro di scorta o per eventuali ospiti-cantanti) devono essere del tipo dinamico cardioide, con o senza filo.
Per coprire tutte le situazioni possibili possono bastare un paio di casse eroganti complessivamente 500 watt effettivi (RMS) di potenza, rinforzate (nei casi in cui si balla in grandi locali) nelle basse frequenze da un sub-woofer di analoga potenza. Le casse acustiche possono essere attive (amplificatori incorporati) o passive (da pilotare con finali di potenza esterni). Ai fini di una buona resa musicale ma soprattutto canora è consigliabile anche un piccolo monitor-spia rivolto verso gli esecutori.
Circa il livello sonoro a cui suonare non esiste un volume ottimale prefissabile: è determinato dal tipo di locale, dal tipo di festa e ovviamente dal tipo di clientela.
Per due persone che suonano e cantano è sufficiente un mixer di 8 canali microfonici più 4-6 stereo. Sarebbe meglio se il mixer disponesse di un piccolo equalizzatore per poter adattare il suono prodotto alle mutevoli caratteristiche di risposta ambientale. I mixer hanno quasi sempre un multieffetto integrato, generalmente utilizzabile per la voce, ma è comunque possibile collegarne altri esterni.

## Eventi e luoghi

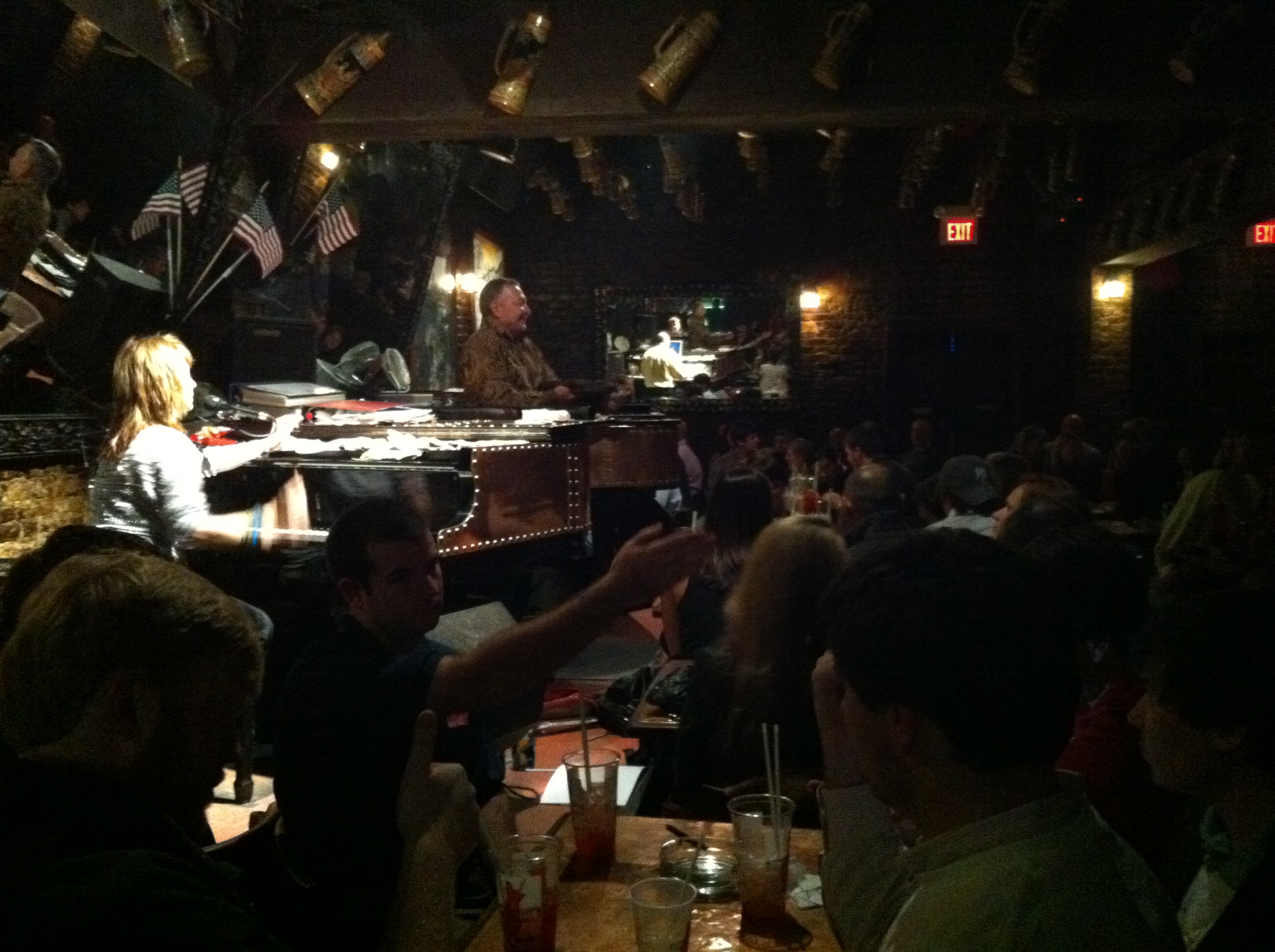
Intrattenimento musicale (piano bar) all'interno di un locale di New Orleans.

L'intrattenimento musicale è molto richiesto in località turistiche montane o balneari (presso organizzazioni come Valtour, Mediterranèe, Alpitour) e classicamente durante le crociere. Queste ultime possono durare da un minimo di una-due settimane fino a sei mesi, qualche volta per lunghe permanenze (Caraibi, estremo Oriente, Polinesia) anche di più. 
Le condizioni e gli ambienti in cui si fa musica possono essere dei più vari. Al chiuso: sale per banchetti, locali sotterranei, grandi e medi saloni con soffitti alti, bassi, a volta. Ma anche all'aperto: chiostri e giardini, pensiline, terrazzi, piazzette di paese, piscine, rotonde sul mare.

## Organizzazione
Per ogni serata il titolare del locale dovrebbe far compilare ai musicisti il bordereau  (italianizzato in borderò) appositamente rilasciato dalla Siae (Società Italiana Autori ed Editori). Si tratta di uno stampato nel quale vanno indicati i brani eseguiti affinché se ne possano riconoscere i diritti di riproduzione ai relativi compositori. 
Di solito ristoranti e bar che offrono musica dal vivo lo fanno in prevalenza una, due o tre volte a settimana, nei giorni compresi fra il giovedì e la domenica. In alcuni locali con afflusso costante (per esempio in località turistiche) l'intrattenimento può venir offerto anche tutti i giorni. Stessa assiduità giornaliera può presentarsi nei grandi alberghi dove è sempre festa per arrivi-partenze importanti, convegni, dibattiti, congressi, ecc. Spesso sono i musicisti che si propongono ai locali (o alle agenzie artistiche) presentando un demo promozionale. Se dopo una serata di prova gli esecutori risultano graditi alla clientela vengono ricontattati dal titolare o dal mediatore. Alla fine di una serata può capitare che si avvicini alla postazione musicale un cliente, a chiedere bigliettino da visita, prezzo e disponibilità. Oppure può telefonare al musicista qualcuno consigliato da un amico, un parente, o da un altro cliente che ha apprezzato l'intrattenimento offerto. Il rapporto diretto senza intermediari è ritenuto il migliore. E non per questioni economiche. Nel caso di trattativa diretta sarà il cliente stesso, motivato in prima persona, ad attivarsi per far ottenere ai musicisti la giusta considerazione, sia che la festa si svolga in un locale pubblico, sia, ancora di più, se si svolge a casa sua. Sono in genere proprio le situazioni in casali o ville private quelle umanamente e artisticamente più appaganti.